# توم تومسون
توم تومسون (بالإنجليزية: Tom Thompson)‏ (1 يناير 1894 بالمملكة المتحدة - 1 يناير 2000) هو لاعب كرة قدم بريطاني (وحمل سابقاً جنسية المملكة المتحدة لبريطانيا العظمى وأيرلندا) في مركز الوسط. لعب مع ريال مورسيا.